# Wohnsiedlung Ueberlandstrasse
Die Wohnsiedlung Ueberlandstrasse ist eine kommunale Wohnsiedlung der Stadt Zürich im Hirzenbachquartier von Schwamendingen, die anfangs der 1970er Jahre von Schwarzenbach + Maurer erstellt wurde. Ursprünglich als Alterssiedlung gebaut, wird sie seit den 2000er Jahren als Notunterkunft für Einzelpersonen und Familien genutzt.

## Lage
Die Überbauung liegt zwischen Ueberlandstrasse und Glatt an der Stadtgrenze. Östlich der Anlage liegen die Plätze des Tennis Club Züri-Linie, gegenüber das Sportzentrum Heerenschürli. Der öffentliche Verkehr bedient die Siedlung mit der Tramstation «Altried».

## Geschichte
Die Siedlung wurde ursprünglich als Alterssiedlung gebaut, um der Wohnungsnot von Betagten in Schwamendingen zu begegnen, weshalb die Siedlung vor allem Kleinwohnungen enthält. In den 2000er Jahren beschloss die Stiftung Alterswohnungen der Stadt Zürich (SAW) die Wohnungen an der etwas abgelegenen Lage aufzugeben und sie an das Sozialdepartement für den Bereich Wohnen und Obdach abzugeben.

## Architektur
Die Siedlung besteht aus eine schräg zur Überlandstrasse angeordneten Flachbau mit Laubengängen und einem zehnstöckigen Hochhaus. Die Anlage enthält 109 Wohnungen, wovon 90 Einzimmerwohnungen mit 29 bis 38 m² Wohnfläche sind. Im Hochhaus sind pro Obergeschoss vier Einzimmerwohnungen und eine 2½-Zimmer-Wohnung untergebracht.